# Lobostemon montanus
Lobostemon montanus är en strävbladig växtart som först beskrevs av Dc., och fick sitt nu gällande namn av Buek. Lobostemon montanus ingår i släktet Lobostemon och familjen strävbladiga växter. Inga underarter finns listade i Catalogue of Life.

## Bildgalleri

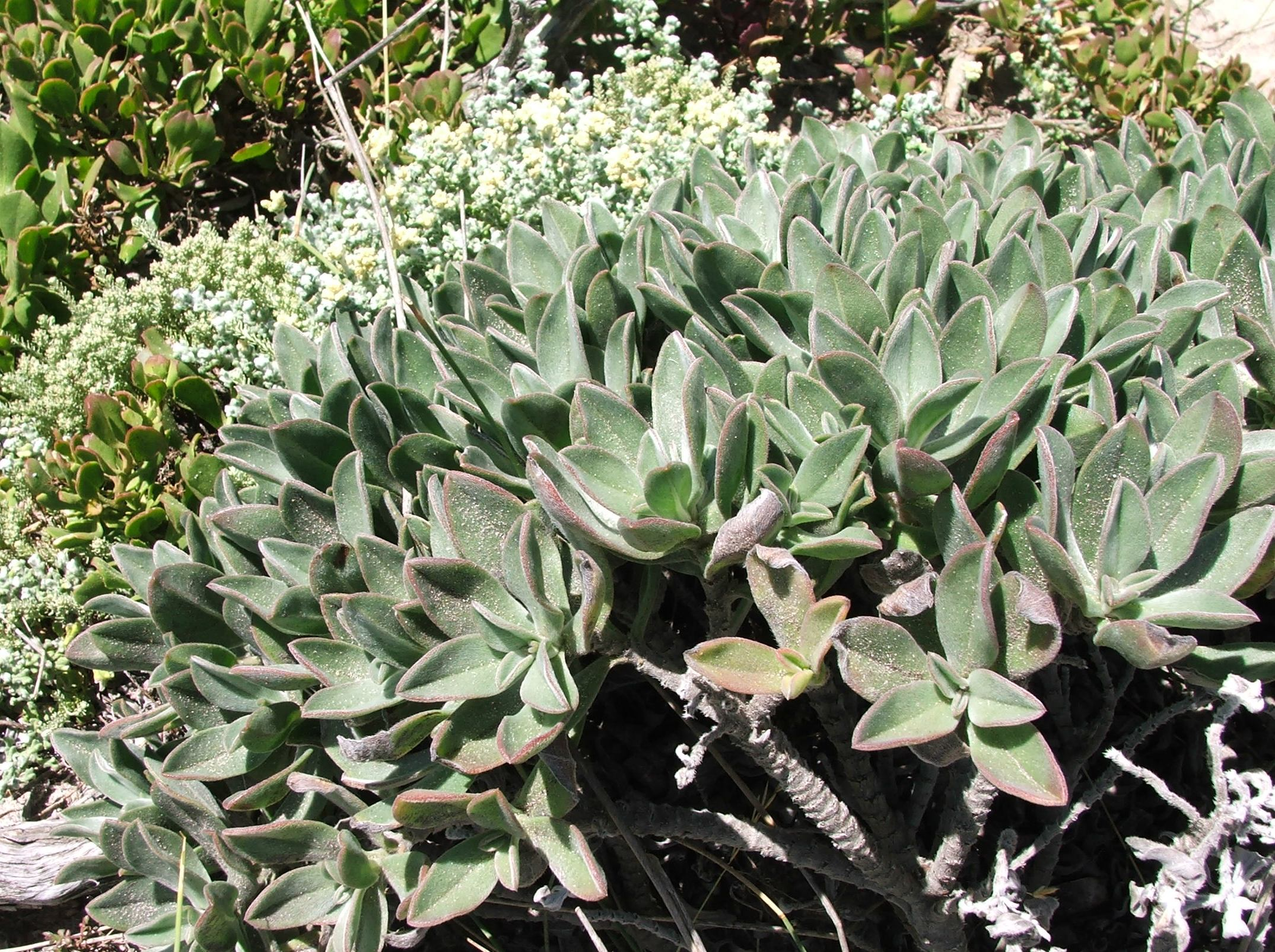